# ذكريات (فلم 1958)
ذكريات فيلم لبنانيٌ أُنتج عام 1958. وهناك من يقول أنه أُنتج عام 1957.

## مصدر
1. ↑  محمود قاسم، موسوعة الأفلام العربية، الجزء ، نسخة إلكترونية، لندن، الطبعة الأولى، ديسمبر، 2017، ص 476.
2. ↑  ولأن في التاريخ بدايات المستقبل نسخة محفوظة 2019-09-26 على موقع واي باك مشين.

## وصلات خارجية
- ذكريات على موقع IMDb (الإنجليزية)
- ذكريات على موقع قاعدة بيانات الأفلام العربية